# Raajakumara
Raajakumara (ang. Raajakumara, kan. ರಾಜಕುಮಾರ) – indyjski film z 2017 roku w reżyserii Santosh Ananddram. 

## Obsada
- Puneeth Rajkumar - Siddharth aka Appu
- Priya Anand - Nandini
- Ananth Nag - Vishwa Joshi
- Sarath Kumar - Ashok
- Prakash Raj[1] - Jagannath
- Chikkanna - Chikka
- Sadhu Kokila - Anthony Gonsalves
- Achyuth Kumar - Krishna
- Honnavalli Krishna - Muniyappa
- Bhargavi Narayan - Puttamma
- Chitra Shenoy - Gayathri
- Rangayana Raghu - Venky
- Dattanna - Mohammad Rafi
- Avinash - Jagadeesh, ojciec Nandini

## Piosenki śpiewają
Piosenki do filmu, skomponowane przez V. Harikrishna:
1. Yarivanu Kannadadavanu – Shashank Sheshagiri
2. Yaakingagidhe – Puneeth Rajkumar
3. Bombe Helutaithe – Vijay Prakash
4. Appu Dance – Santosh Venky, Priya Himesh
5. Saagaradha – Sonu Nigam